# Paraclytus raddei
Paraclytus raddei là một loài bọ cánh cứng trong họ Cerambycidae.